# عبدالعزیز بن محمد
عبدالعزیز بن محمد آل سعود (عربی: عبد العزيز بن محمد آل سعود) (زاده ۱۷۳۶ - درگذشته ۱۸۰۳) سیاستمدار اهل عربستان سعودی بود، که در فاصله سالهای ۱۷۶۵ تا ۱۸۰۳ بعنوان دومین حاکم از دولت نخست سعودی فعالیت می‌کرد.